# 10283 Cromer
10283 Cromer (1981 JE2) là một tiểu hành tinh vành đai chính được phát hiện ngày 5 tháng 5 năm 1981 bởi Carolyn S. Shoemaker ở Palomar. The asteroid is named after Michael và Sarah Cromer, school teachers ở Flagstaff, Arizona.